# Кампаньятіко
Кампаньятіко (італ. Campagnatico) — муніципалітет в Італії, у регіоні Тоскана,  провінція Гроссето.
Кампаньятіко розташоване на відстані близько 150 км на північний захід від Рима, 100 км на південь від Флоренції, 19 км на північний схід від Гроссето.
Населення — 2424 особи (2014).
Щорічний фестиваль відбувається 24 червня. Покровитель — святий Іван Хреститель.

## Демографія
Населення за роками:

Станом на 1 січня 2023 року в муніципалітеті офіційно проживали 263 іноземці з 40 країн, серед них 46 громадян країн Євросоюзу та 4 громадяни України.

## Сусідні муніципалітети
- Арчидоссо
- Чиніджано
- Чивітелла-Паганіко
- Гроссето
- Роккальбенья
- Роккастрада
- Скансано